# Col du Casset
Pour les articles homonymes, voir Casset.
Le col du Casset est un col situé dans le département français des Hautes-Alpes en région Provence-Alpes-Côte d'Azur. Il se trouve à 3 265 mètres.

## Géographie
Le col du Casset est situé entre le glacier du Casset et la partie supérieure du vallon du Grand Tabuc. Il est bordé à l'est par la roche de Jabel et à l'ouest par le pic des Prés les Fonts. Il se trouve sur la commune du Monêtier-les-Bains.

## Voies d'accès

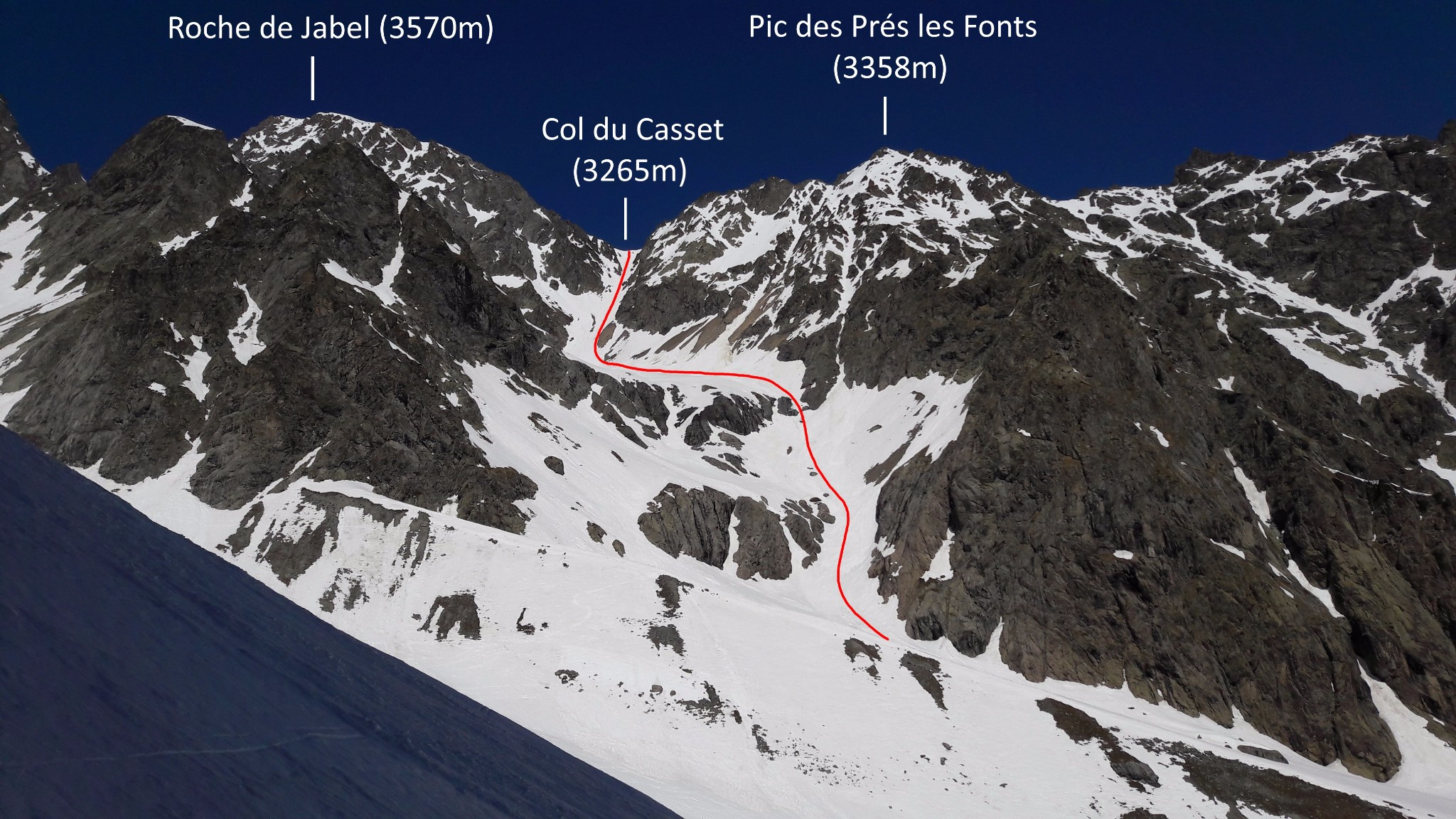
L'accès au col depuis le vallon du Grand Tabuc.

Le col du Casset est accessible par le vallon du Grand Tabuc en montant à droite dans sa partie supérieure puis en effectuant une approche directe dans une forte pente.